# Octobriana
Octobriana és una superheroïna creada pel dissident txecoslovac Petr Sadecký a partir d'uns dibuixos de Bohumil Konečný, Zdeněk Burian i Milos Novak:
apareguda per primera volta el 1971 en l'assaig Octobriana and the Russian Underground ("Octobriana i la subcultura russa"), publicat per Tom Stacey al Regne Unit, el personatge no s'utilitzà en un còmic fins a l'any 1978, en el número 3 de Near Myths.
| «                                                 | Octobriana és una guerrera amb una estrela roja al front i una cua de cavall alta de cabells rossos. El seu mamellam només el tapa un mocadoret. És cellajunta i la seua cara està té trets negres o asiàtics. Però potser això és només una expressió física de la seua animalitat i sensualitat. Ens ha arribat des de la Rússia soviètica i lluita per la llibertat dels oprimits. | » |
| — Tomáš Pospiszyl, Octobriana a ruský underground | |   |

## Cronologia
Peter Sadecký nasqué l'any 1943 i, durant els estudis de cinema en la FAMU, viatjà fora de l'àmbit de la URSS, on conegué la cultura popular del còmic occidental: en tornar a Praga, llogà Burian i Konečný, que llavors eren dos artistes consagrats, per a il·lustrar les aventures d'una «Amazona» per al mercat estranger. Nogensmenys, Sadecký els hauria enganyat i, després de vendre alguns dels dibuixos a l'editorial alemanya occidental Karl May Verlag com a propis i que els dibuixants el demandaren, hagué de fugir al Regne Unit. Finalment, l'editorial anglesa Harper & Row li publicà el llibre seminal per al qual Sadecký hauria rebatejat Amazona com a Octobriana i li hauria afegit el símbol revolucionari de l'estrela roja al front.
Fins i tot abans de la publicació, Octobriana and the Russian Underground fon ressenyat en la portada de The Daily Telegraph Magazine i, ja editat, en The Sunday Times i altres capçaleres de tot Europa, per la qual cosa es feu popular no només entre els lectors de còmic, sinó també pel públic en general, encuriosit per l'exotisme d'un producte contracultural soviètic. Tanmateix, a la setmana de ser publicat ja aparegueren els primers dubtes sobre la pretesa autenticitat de la història o de l'autoria de Sadecký, un cas que tardaria vora trenta anys a esclarir-se.
De retruc, l'afer els costà problemes als dibuixants: Burian, llavors un artiste consagrat, va ser inquirit per les autoritats i es posà en dubte que no tinguera res a vore amb la politització del personatge duta a terme per Sadecký.
En la part autobiogràfica del llibre, Sadecký afirma haver contactat l'any 1961 a Kíiv amb un col·lectiu subversiu soviètic anomenat «Pornografia Política Progressista» (Progressive Political Pornography en l'original anglés) que estava en contra de la propaganda oficial, i en el si del qual haurien creat el personatge com a personificació de la seua visió del comunisme, per això Octobriana té trets mongols i l'estrela al front:
| «                                                 | […] els membres del PPP posaren en les meues mans un número recent del periòdic Mtsyry, que incloîa un article sobre la firma d'un tal Roy Pavel Drakov. Est era l'article en el qual "Drakov" —que era, per descomptat, no un individu sinó un pseudònim del grup— perfilava la genealogia del personatge que més avant esdevindria la major preocupació del grup PPP: Octobriana. En novembre de 1961, però, el personatge encara no estava del tot desenrotllat. Era la creació del grup com a conjunt, i suponc que podríem dir que el seu pare literari era un home sobre el qual no se sabia quasi res, Kharitonov, i sa mare Lydia Borisovna Gal. | » |
| — Sadecky, Octobriana and the Russian Underground | |   |

A banda del text en el qual explica l'origen del personatge, el llibre reproduïx dos historietes intitulades Octobriana and the Atomic Suns of Chairman Mao («Octobriana i els sols atòmics del president Mao») i The Living Sphinx of the Kamchatka Radioactive Volcano («L'esfinx vivent del volcà radioactiu de Kamxatka»).

## Influència

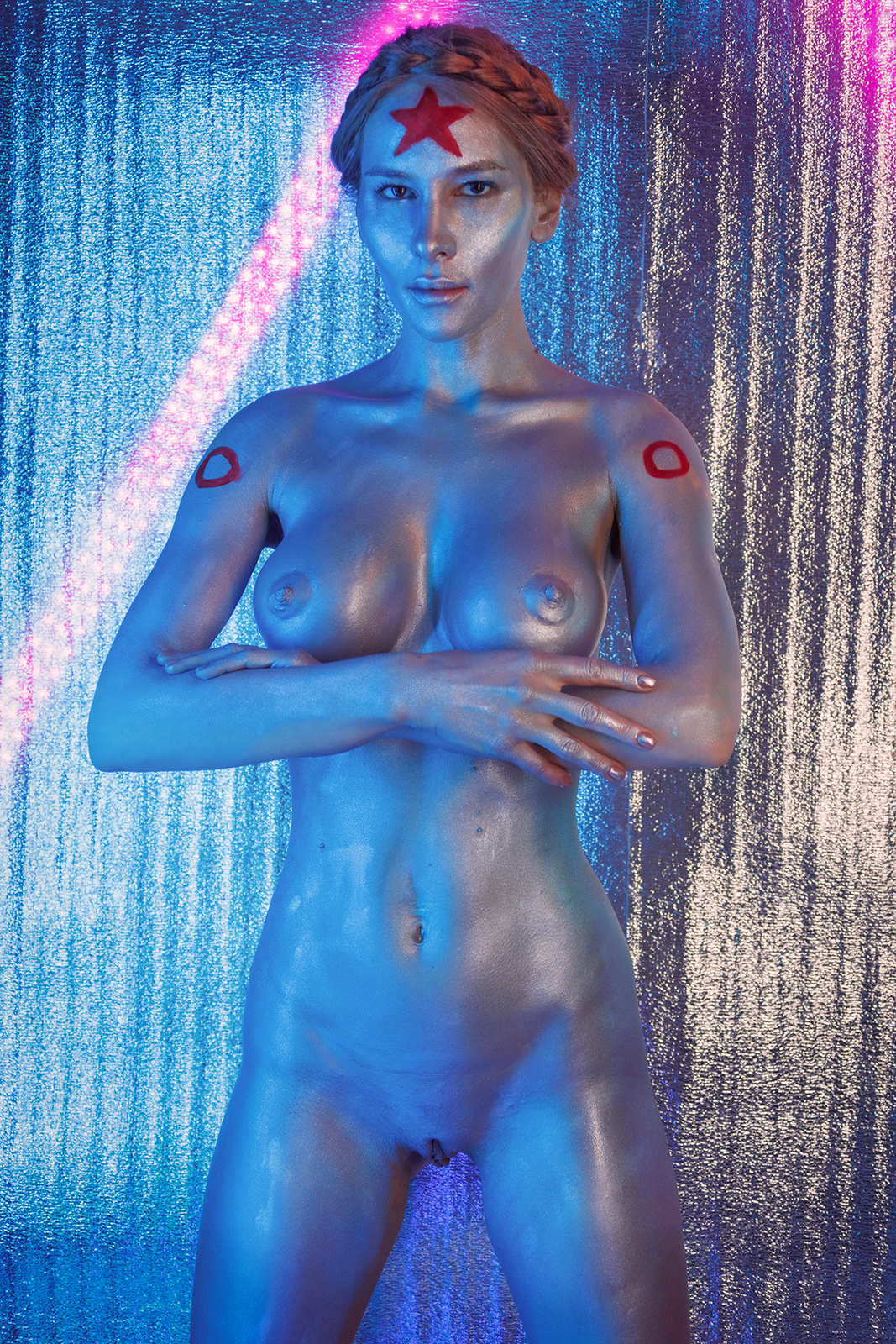
Atomic Heart

El creador de Luther Arkwright, l'anglés Bryan Talbot, conegué Octobriana després de vore-la en la portada del Sunday Telegraph: llavors interessat en el còmic alternatiu, Talbot encara tardaria uns quatre anys a fer-se amb un exemplar d'Octobriana and The Russian Underground. Per a ell, Octobriana simbolitza l'esperit de la Revolució d'Octubre de 1917, l'ideal pur del comunisme i l'alliberament sexual:
| «                                                 | És una autèntica icona i un personatge poderós, una guerrera voluntariosa, viva i llibertària. Octobriana també funciona a nivell de sàtira política, donant més profunditat a les històries. A més, el trets mongòlics la fan sorprenentment diferent a l'estil de tia superficial d'Hollywood representat per altres superheroïnes. | » |
| — Bryan Talbot, Octobriana: Filling In the Blanks | |   |

El 1973, el ninotaire finés Reima Mäkinen, autor d'una publicació pròpia del personatge, fon entrevistat per la revista alemanya Stern, en la qual desvelà que els dibuixants txecs havien dibuixat les historietes d'Octobriana per diversió, que Sadecký s'havia endut el material a l'estranger i que l'any 1970 havia publicat una il·lustració modificada en la pàgina de correu dels lectors de Vampirella; quant al PPP, la seua existència és desconeguda per als autors ex soviètics: com a anècdota, en un Saló del Còmic de Lucca, l'autora californiana Trina Robbins preguntà a uns animadors russos sobre Octobriana, i l'únic que la coneixia assegurava que era un producte de propaganda anticomunista ideat per una comicaire de San Francisco, una asseveració dubotsa pel fet que Robbins coneixia totes les autores d'allà.
Entre els aficionats a Octobriana, a banda dels autors de còmic Talbot, Mäkinen o Robbins, hi ha els músics David Bowie —del qual es publicà l'any 1973 que pretenia fer-ne una pel·lícula amb Amanda Lear— i Billy Idol, el qual se la tatuà al braó esquerre després de llegir el llibre de Sadecký:
| «                                            | Crec que Bowie devia conéixer-ho, per això duia aquell disc al front, perquè Octobriana du una estrela al front. Bo, a mi m'agradava molt este llibre i estava molt desbaratat en aquella època. Aixina que me n'aní a l'estudi de Cliff Raven a Sunset Strip amb el llibre a la mà i li faig "ie, vullc això en lo braç" al tio de darrere el taulell. | » |
| — Billy Idol en Star Hits (desembre de 1984) | |   |

El fet que la pretesa autoria del personatge fora col·lectiva i en l'àmbit del comunisme, fa que no tinga drets d'autor, per la qual cosa Octobriana ha sigut reinterpretada per diferents autors d'arreu del món
i l'any 2001 inspirà la creació d'un altra superheroïna de domini lliure, Jenny Everywhere.

## Publicacions
| A.   | títol                                                                                  | autoria               | editorial         | ISBN               |
| ---- | -------------------------------------------------------------------------------------- | --------------------- | ----------------- | ------------------ |
| 1971 | Octobriana and the Russian Underground                                                 | Sadecký               | Tom Stacey        | ISBN 9780060137373 |
| 1978 | Near Myths n. 3: "The Treaty of St. Petersburg"                                        | Talbot                | Galaxy Media      |                    |
| 1992 | Cherry's Jubilee n. 2                                                                  | Larry Welz            | Tundra Publishing |                    |
| 1996 | Octobriana (núms. 0 a 5)                                                               | Short / Taylor et al. | Revolution        |                    |
| 1997 | Octobriana ja helvetin X piiri                                                         |                       |                   |                    |
| 1997 | The Octobriana Seduction                                                               |                       |                   |                    |
| 1998 | Romantic Tails n. 1                                                                    | div. autors           | Head Press        | ISBN 9788412413137 |
| 1998 | Octobriana: Filling In the Blanks núms. 1 i 2                                          | div. autors           | Artful Salamander |                    |
| 1999 | Octobriana: Underground Tales                                                          | div. autors           | Artful Salamander |                    |
| 1998 | 2000 AD (núms. 1.113 a 1.116): "Nikolai Dante: The Octobriana Seduction" (parts 1 a 4) | Morrison et al.       | [[]]              | revista setmanal   |
| 2011 | 2000 AD (núm. 1.731): "The Memoirs of Nikolai Dante"                                   | Morrison et al.       | Rebellion         | revista setmanal   |
| 2001 | The Octobriana Special                                                                 | Short et al.          | Alchemy Texts     |                    |
| 2021 | Octobriana y los Vengadores soviéticos contra el capitalismo nuclear                   | div. autors           | Cósmica           | ISBN 9788412413137 |
| 2021 | Octobriana with Love                                                                   | div. autors           | Dead Good         | ISBN               |
|      | The Adventures of Luther Arkwright n. 3: "The Firefrost Principle"                     | Talbot                | Valkyrie Press    |                    |
|      | Octobriana and the Underground: Full Tilt Boogie                                       |                       |                   |                    |
| 2023 | Octobriana                                                                             | Berger / Kavalír      | Labyrint Komiks   | ISBN 9788088378273 |

L'agost de 1996, Revolution Comics mamprengué la publicació d'una sèrie limitada de sis números —del 0 al 5, el número 1 amb portada de Bryan Talbot— concebuda per Stu Taylor i John A Short, est últim autor d'una historieta de quatre planes intitulada The Legend of Octobriana per a la revista Deadline que, en no publicar-se finalment, esdevingué la sèrie Octobriana: cada número conté dos històries, una ambientada en la dècada del 1960 (The Octobriana Files, per Taylor i O'Farrell) i l'altra en l'actualitat (Return Of Octobriana, de Short i Bamforth), escrites en un to autoparòdic que, no obstant, els valgué el guardó dels UK National Comics Awards del 1997 al millor còmic britànic nou.
Al maig del mateix any, després de la desaparició de Revolution, Taylor fundà Artful Salamader i reprengué la seua versió d'Octobriana en els dos números de Filling In the Blanks i l'especial Octobriana: Underground Tales, a més d'una aparició en el número 1 de l'antologia Romantic Tails, publicada per Head Press.
Taylor participà en el festiva Comics 99, on organitzà un Trivial entre el públic en el qual participaren quatre persones i repartí premis com un dibuix fet per Talbot durant el concurs.
El 2021, Dead Good Comics publicà Octobriana with Love, una novel·la gràfica col·laborativa de seixanta-quatre pàgines pels cinquanta anys del personatge: guionitzada per Stephanie Phillips, Stu Taylor i Andrea Towers i dibuixada per Simon Fraser, Marc Laming, N. Steven Harris, Andy Belanger, Stephen Byrne, Nicole Goux, Juni Ba, Vincenzo Riccardi, Sofie Dodgson, Ellie Wright, Tatto Caballero i Pippa Bowland, amb tres portades diferents de Marguerite Sauvage, Joyce Chin i Michael Cho: en l'argument, Octobriana té la missió de salvar una vlogger i s'enfronta a la seua nèmesi, Baba Iagà.